# Bezirk Nadwórna

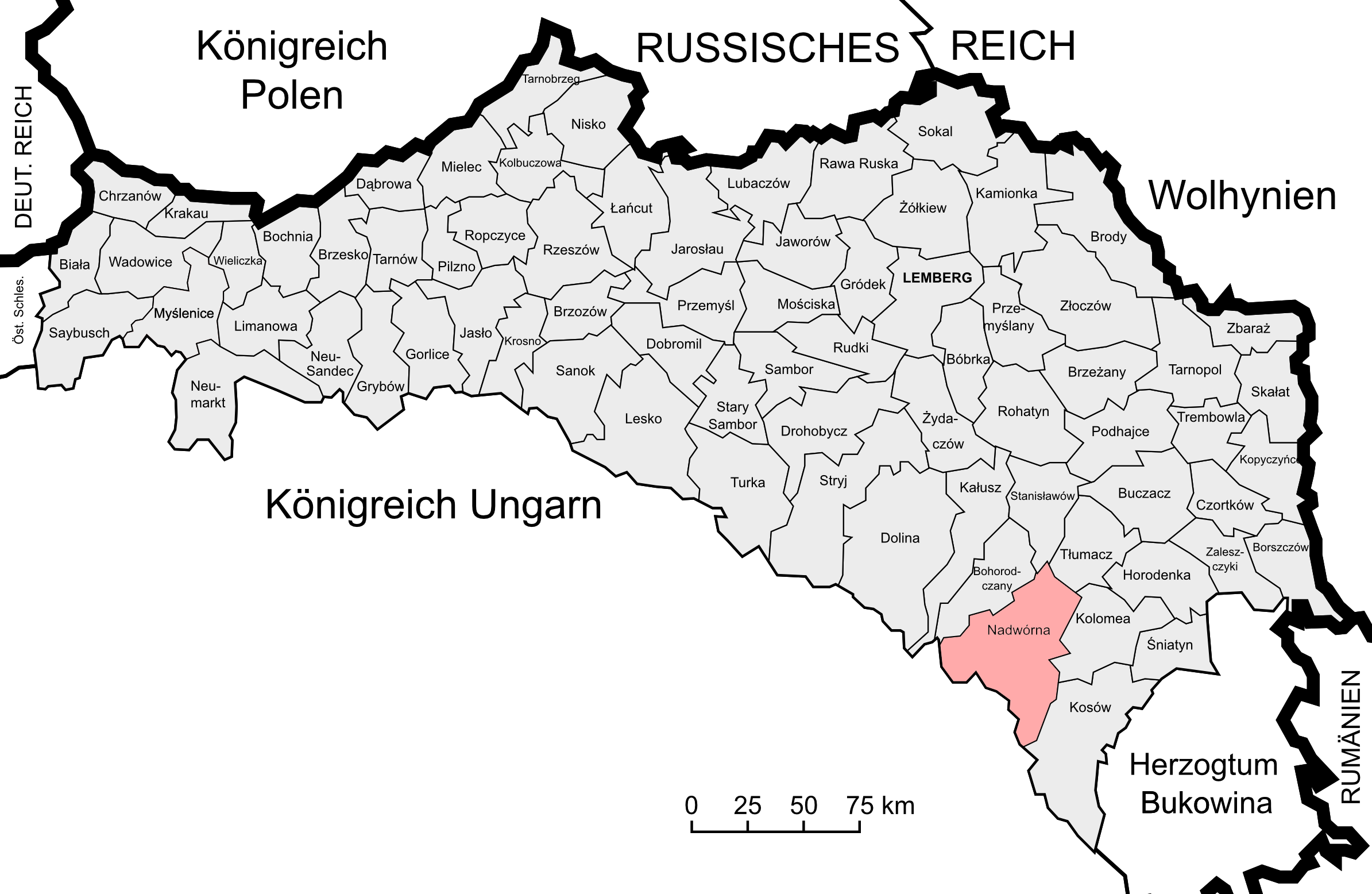
Lage des Bezirks Kosów im Kronland Galizien und Lodomerien

Der Bezirk Nadwórna war ein politischer Bezirk im Kronland Galizien und Lodomerien. Sein Gebiet umfasste Teile Ostgaliziens in der heutigen Westukraine (Oblast Iwano-Frankiwsk, Rajon Nadwirna sowie Teilen des Rajons Kolomyja), Sitz der Bezirkshauptmannschaft war der Ort Nadwórna. Nach dem Ersten Weltkrieg musste Österreich den gesamten Bezirk an Polen abtreten.
Er grenzte im Norden an den Bezirk Stanislau, im Nordosten an den Bezirk Tłumacz, im Osten an den Bezirk Kolomea und Bezirk Peczeniżyn, im Süden an den Bezirk Kosów, im Südwesten an das Königreich Ungarn sowie im Nordwesten an den Bezirk Bohorodczany.

## Geschichte
Ein Vorläufer des späteren Bezirks (Verwaltungs- und Justizbehörde zugleich) wurde zum Ende des Jahres 1850 geschaffen, die Bezirkshauptmannschaft Nadworna war dem Regierungsgebiet Stanislau unterstellt und umfasste folgende Gerichtsbezirke:
- Gerichtsbezirk Nadworna
- Gerichtsbezirk Delatyn
- Gerichtsbezirk Sołotwina

Nach der Kundmachung im Jahre 1854 kam es am 29. September 1855 zur Einrichtung des Bezirksamtes Nadworna (weiterhin für Verwaltung und Gerichtsbarkeit zuständig) innerhalb des Kreises Stanislau.
Nachdem die Kreisämter Ende Oktober 1865 abgeschafft wurden und deren Kompetenzen auf die Bezirksämter übergingen, schuf man nach dem Österreichisch-Ungarischen Ausgleich 1867 auch die Einteilung des Landes in zwei Verwaltungsgebiete ab. Zudem kam es im Zuge der Trennung der politischen von der judikativen Verwaltung zur Schaffung von getrennten Verwaltungs- und Justizbehörden. Während die gerichtliche Einteilung weitgehend unberührt blieb, fasste man Gemeinden mehrerer Gerichtsbezirke zu Verwaltungsbezirken zusammen.
Der neue politische Bezirk Nadwórna wurde aus folgenden Bezirken gebildet:
- Bezirk Nadwórna (mit 17 Gemeinden)
- Bezirk Delatyn (mit 27 Gemeinden)

Der Bezirk Nadwórna bestand bei der Volkszählung 1910 aus 51 Gemeinden sowie 17 Gutsgebieten und umfasste eine Fläche von 1918 km². Hatte die Bevölkerung 1900 noch 79.116 Menschen umfasst, so lebten hier 1910 90.663 Menschen. Auf dem Gebiet lebten dabei mehrheitlich Menschen mit ruthenischer Umgangssprache (73 %) und griechisch-katholischem Glauben, Juden machten rund 13 % der Bevölkerung aus.

## Ortschaften
Auf dem Gebiet des Bezirks bestanden 1910 Bezirksgerichte in Delatyn und Nadwórna, diesen waren folgende Orte zugeordnet:
Gerichtsbezirk Delatyn:
- Markt Delatyn
- Dobrotów
- Dora
- Jabłonica bestehend aus den Ortsteilen Jabłonica, Polanica Popowiczowska 1. Anteil und Woronienka 1. Anteil
- Jamna
- Jaremcze
- Krasna
- Łanczyn
- Łojowa
- Luh
- Majdan Średni bestehend aus den Ortsteilen Bednarówka, Bredtheim, Glinki, Majdan Graniczny, Majdan Średni und Siedliska
- Mikuliczyn bestehend aus den Ortsteilen Mikuliczyn, Polanica Popowiczowska 2. Anteil, Tatarów, Worochta und Woronienka 2. Anteil
- Osław Białe
- Osław Czarny
- Potok Czarny
- Sadzawka
- Święty Józef
- Zarzecze

Gerichtsbezirk Nadwórna:
- Cucyłów
- Fitköw
- Hawryłówka
- Hwozd
- Kamienna
- Majdan Górny bestehend aus den Ortsteilen Majdan Górny und Weleśnica Leśna
- Markt Nadwórna
- Nazawizów bestehend aus den Ortsteilen Nazawizów und Za Rzęka
- Paryszcze
- Pasieczna
- Pniów bestehend aus den Ortsteilen Nowe Miasto und Pniów
- Przerośl
- Strymba
- Tarnowica Leśna
- Welesnica bestehend aus den Ortsteilen Weleśnica Dolna und Weleśnica Górna
- Wołosów
- Zielona bestehend aus den Ortsteilen Rafajłowa und Zielona